# Fredsfördraget i Tartu (Estland-Ryssland)

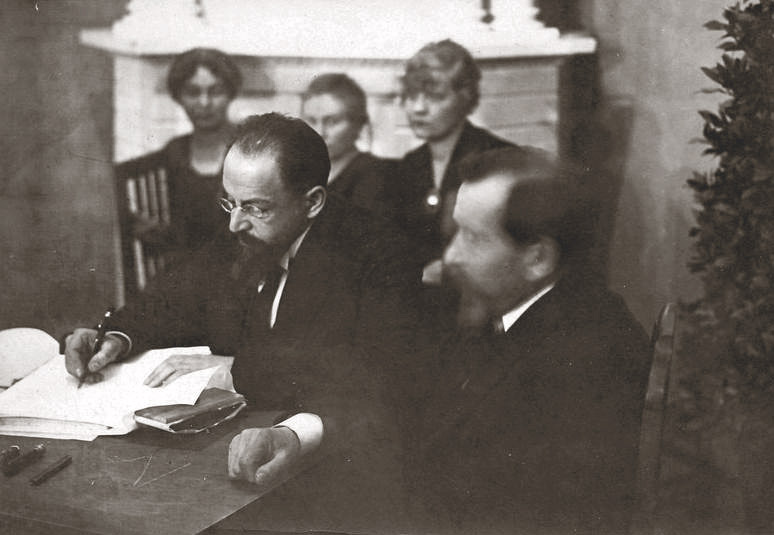
Adolf Joffe skriver under Fredsfördraget i Tartu

Fredsfördraget i Tartu (även kallat Fredsfördraget i Dorpat; estniska: Tartu rahu, ryska: Тартуский мирный договор между РСФСР и Эстонией: Tartuskij mirnyj dogovor mezjdu RSFSR i Estonnej) undertecknades av Estland och Sovjetryssland i Tartu den 2 februari 1920. Fördraget fastställde fredsvillkoren och gränsdragningen efter Estlands självständighetsförklaring 1918 och estniska frihetskriget.
Fördraget innebar Rysslands erkännande av Republiken Estlands självständighet.